# Mechanischer Musikautomat
Mechanische Musikautomaten, umgangssprachlich auch mechanische Musikinstrumente, sind selbstspielende Musikinstrumente, die ohne Interpreten Musik erzeugen können. Schon aus der Antike sind solche Instrumente bekannt.
Einige dieser Instrumente lassen auch durch Umschalten oder Umrüsten weiterhin manuelles Spiel durch einen Interpreten zu.
Umgangssprachlich werden diese Vorrichtungen oft als mechanische Musikinstrumente bezeichnet, während die herkömmlichen Musikinstrumente umgangssprachlich oft als akustisch bezeichnet werden. Dabei sind die Vorgänge in einem Pianola und in einem Klavier oder bei einer Geige und bei einer „Geige“ im Orchestrion ebenfalls mechanisch, ja sogar identisch. Alle Musikinstrumente sind notwendigerweise akustisch, ohne akustische (d. h. Schall-)Wellenabstrahlung kann man nichts hören.

## Geschichte der Musikautomaten
In der Antike erklärt z. B. Heron von Alexandria in seinem Werk Automata nicht nur Tempeltüren, die sich automatisch wie von Geisterhand öffnen, sondern auch Musikmaschinen.
Die ältesten noch erhaltenen mechanischen Musikinstrumente sind die Glockenspiele in den Monumentaluhren des späten Mittelalters. In der Renaissance schufen Kunsthandwerker in Augsburg wertvolle Musikautomaten und selbstspielende Spinette, die über Stiftwalzen gesteuert wurden.
Im 18. Jahrhundert entstand die Flötenuhr, für die Haydn, Mozart und Beethoven Originalkompositionen schufen. Die Ansprüche an die technischen und musikalischen Möglichkeiten selbstspielender Instrumente stiegen ständig, und zu Beginn des 19. Jahrhunderts konstruierten sogenannte Musikmaschinisten wie Johann Nepomuk Mälzel ganze selbstspielende Orchester, die Orchestrien.
1799 konstruierte Johann Heinrich Völler (1768–1834) aus Angersbach in Hessen einen Automaten. Dieser Automat war eine Kombination aus Pianoforte und Flötenwerk, vor dem ein mechanischer Knabe saß, der die Tasten mit richtigen Fingersatz betätigte.
Um die gleiche Zeit entstanden in der Schweiz die Spieldosen, bei denen die Stifte einer sich drehenden Messingwalze die Zähne eines Tonkamms anrissen und zum Klingen brachten. Im Zuge der Industrialisierung wurde es später möglich, preisgünstige und somit für jedermann erschwingliche Geräte herzustellen: Die über gelochte Pappscheiben gesteuerten Drehinstrumente Ariston und Herophon wurden zu Hunderttausenden verkauft. Sie wurden um 1890 von den Plattenspieldosen abgelöst, deren bekannteste Fabrikate Polyphon, Symphonion und Kalliope waren.
Mit der Einführung der Pneumatik gegen Ende des 19. Jahrhunderts gelang es erstmals, selbstspielende Klaviere herzustellen, die eine befriedigende dynamische Abstufung erlaubten. Die über Pedale betriebenen Phonolas und Pianolas gehörten zu jeder gutbürgerlichen Einrichtung. Für Gasthäuser und Tanzsäle wurden elektrische Klaviere und riesige pneumatische Orchestrien gebaut, und eine als achtes Weltwunder gepriesene selbstspielende Geige begeisterte die Musikliebhaber. Die schon im 16. Jahrhundert nachgewiesene, ab etwa 1700 verbreitet auftauchende Handdrehorgel wurde zur klangstarken Karussell- und Tanzorgel weiterentwickelt. Sie zählt jedoch nur bedingt zu den Musikautomaten, weil der Bediener der Drehorgel auf die Wiedergabe der Musik Einfluss ausüben kann.

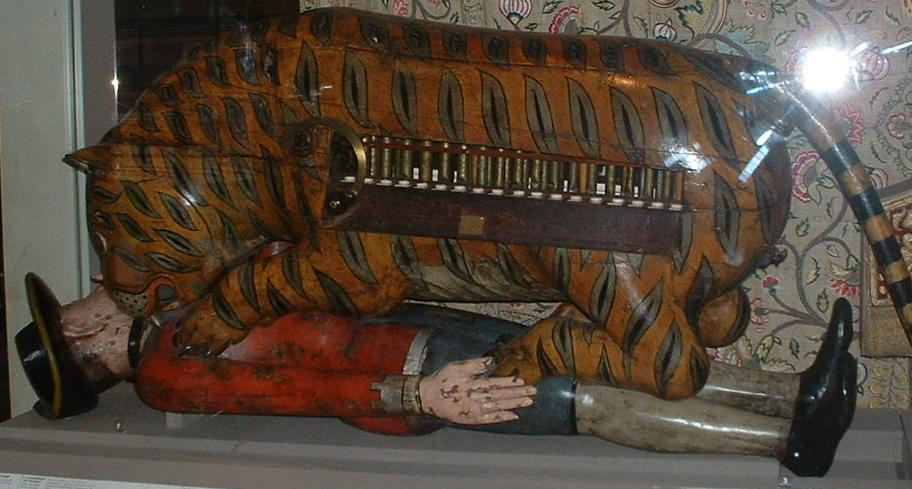
Tipus Tiger im Victoria and Albert Museum London

1904 brachte die Firma Welte & Söhne den Klavierspielapparat Mignon auf den Markt, der es erstmals erlaubte, das Klavierspiel eines Pianisten mit allen dynamischen und agogischen Details wiederzugeben. Mit der Verbreitung von Grammophon und Rundfunk gerieten die mechanischen Musikinstrumente zunehmend in Vergessenheit. Dies gilt aber nicht für Reproduktionsklaviere, so stellt z. B. Bösendorfer seit 1986 einen Computerflügel her, der durch eine elektronische Aufnahmeeinrichtung in der Lage ist, das Spiel eines Pianisten perfekt aufzunehmen und zu reproduzieren oder die Aufnahmen anschließend elektronisch zu editieren.

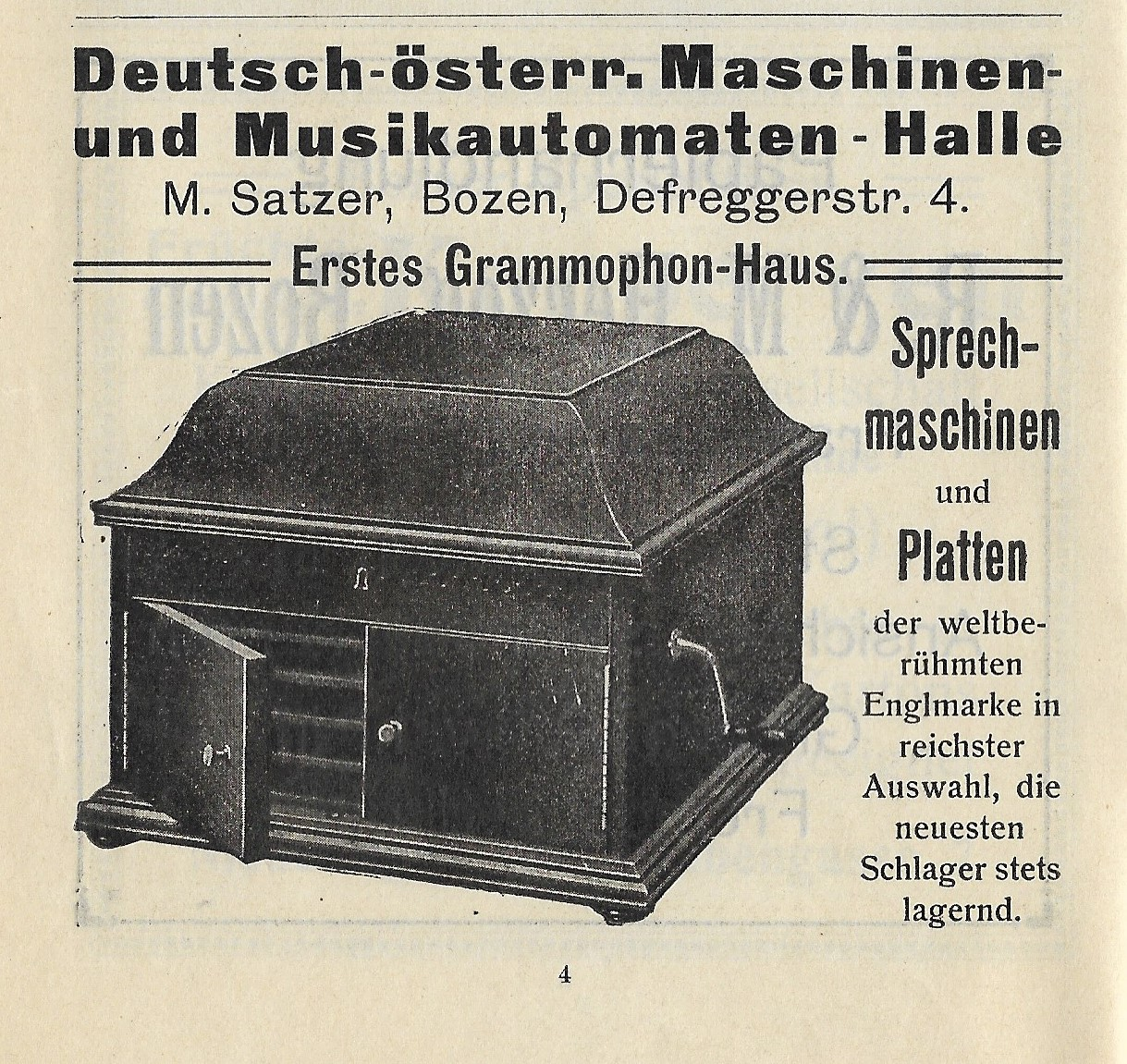
Werbung für Musikautomaten im Pharus-Plan für Bozen-Gries von ca. 1910

Musikautomaten wurden Ende des 18. Jahrhunderts unter anderem auch an indischen Fürstenhöfen beliebt und dorthin exportiert. Eine besondere indische Adaption stellt Tipus Tiger dar, ein Ende des 18. Jahrhunderts in Mysore hergestellter mechanischer Automat. Er zeigt einen Tiger bei einer Attacke auf einen europäischen Soldaten oder Angestellten der British East India Company und erzeugt dazu passende Geräusche und Bewegungen. Darüber hinaus enthält er eine kleine Orgeltastatur mit 18 Pfeifen.

## Beispiele
- Äolsharfe
- Anemochord
- Ariston
- Carillon (Turmglockenspiel)
- Dampforgel
- Disklavier
- Drehorgel
- Flötenuhr
- Glockenspiel als Spieluhr
- Hohner Magic Organa
- Hornwerk
- Herophon
- Jahrmarktsorgel
- Kurbelspieluhr
- Lochstreifentrompete
- Orchestrion
- Pianola
- Reproduktionsklavier
- Serinette
- Spieldose
- Spieluhr
- Tanzbär
- Trompeter-Automat[7]
- Marble Machine[8]

## Sammlungen von Musikautomaten
- Deutsches Museum, Standort München[9]
- Technikmuseum Sinsheim in Sinsheim
- Museum für Musikautomaten in Seewen
- Siegfrieds Mechanisches Musikkabinett in Rüdesheim am Rhein
- Deutsches Musikautomaten-Museum in Bruchsal
- Bergisches Drehorgelmuseum in Marienheide
- Mechanische Klangfabrik in Haslach an der Mühl[10]
- Hüttels Musikwerk-Ausstellung in Markneukirchen[11]
- Musik-Museum Beeskow
- Harry’s klingendes Museum in Schwarmstedt
- Pianola Museum in Amsterdam
- Musikautomaten-Museum Eger in Altenfeld[12]
- Elztalmuseum in Waldkirch
- Technisches Museum Wien
- Museum Mechanischer Musikinstrumente in Königslutter am Elm